# Знаходження консенсусу
Знаходження консенсусу — метод ухвалення такого рішення, яке схвалять всі учасники процесу, що прагне компенсувати недоліки перебування в меншості й прийти до найбільш прийнятного рішення. Термін «консенсус» зазвичай використовується як для позначення процесу ухвалення рішення, так і для самого рішення. Отже, рішення-консенсус, невідривно пов'язане із самим процесом. Метод консенсусу, не схожий на інші методи ухвалення рішень (наприклад, голосування, що ґрунтується на думці більшості), використовується в багатьох спільнотах. Представники деяких релігійних напрямків (наприклад, квакери), органи економічної політики, анархістські організації, різноманітні недержавні організації і навіть цілі народи (ірокези) ухвалюють рішення методом консенсусу. У деяких демократичних країнах до голосування вдаються тільки як до крайньої міри, а консенсус є найкращим методом ухвалення рішень.

## Що таке консенсус?
Слово консенсус походить від латинських слів cum — «з» або «спільно» і sentire — «мислити» або «відчувати». Таким чином, етимологічно, «консенсус» означає «мислити (відчувати) спільно».
Як метод ухвалення рішень, консенсус прагне бути:

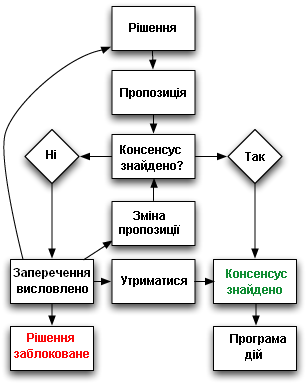
Блок-схема ухвалення рішень в процесі пошуку консенсусу

- Включаючим. В ухваленні рішення методом консенсусу повинні брати участь якомога більше учасників спільної справи.
- Загальними. Консенсус вимагає активної участі всіх, хто ухвалює рішення;
- Спільним. Учасники ефективного процесу ухвалення рішення консенсусом повинні намагатися прийти до найкращого з можливих рішень для групи і всіх її членів, а не відстоювати думку більшості, яке часто буває на шкоду меншини.
- Рівноправним. Всі учасники групи, яка ухвалює рішення методом консенсусу, повинні постаратися, наскільки це можливо, зробити однаковий внесок в процес. Всі учасники мають однакову можливість внести пропозицію, доповнити його, накласти на нього вето або блокувати.
- Прагнення до вирішення. Учасники ефективного процесу ухвалення рішення консенсусом прагнуть прийнятного для всіх ефективному вирішенню, використовують компроміс і інші методи для запобігання або вирішення проблеми взаємовиключних точок зору всередині спільноти.

## Консенсус як альтернатива голосування
Прихильники ухвалення рішень методом консенсусу виділяють такі недоліки методу голосування: Голосування направлено скоріше на суперництво, ніж на співпрацю, ухвалення рішення засноване на дихотомії виграли/програли, без урахування можливості компромісу або іншого рішення. До того ж, критерій більшості часто уявляється неповагою і відчуженням, що змушує меншість підкоритися. Прибічники консенсусу стверджують, що така «тиранія більшості» порушує згуртованість спільноти, сприяє розколу і знижує його ефективність.
І, нарешті, прихильники консенсусу стверджують, що рішення, що ґрунтується на думці більшості, зменшують причетність кожного учасника групи до ухваленого рішення. Ті що опинилися в меншості в меншому ступені відчувають свої зобов'язання згідно з рішенням, ухваленим більшістю, і, навіть, що голосували разом з більшістю можуть відчувати меншу відповідальність за ультимативне рішення. На думку прихильників консенсусу результатом такої «зменшеної причетності» стає менша готовність захищати рішення і діяти відповідно до нього. Для будь-якого співтовариства консенсус може бути визначене як рішення (опція), найбільш прийнятне для всіх. Кажучи іншими словами, це рішення, що максимально задовольняє максимальне число переваг.

## Ухвалення рішення методом консенсусу
Оскільки процес ухвалення рішення методом консенсусу не формалізований практичні моменти застосування цього способу розрізняються в різних групах. Тим не менш має місце основна схема, спільна для всіх випадків.
Після того, як сформульований денний порядок і окремо обговорені загальні правила ведення зборів, кожний пункт денного порядку ставиться по черзі. Як правило, ухвалення кожного рішення з моменту оголошення порядку йде за такою нескладною схемою:
- Обговорення пункту. Питання обговорюється з метою з'ясувати всі думки і отримати інформацію по даній темі. Під час цього обговорення часто виявляються основні настрої групи та потенційні пропозиції.
- Формулювання пропозиції. Виходячи з обговорення, виноситься пропозиція вирішення питання.
- Заклик до консенсусу. Ведучий групи закликає до консенсусу за пропозицією. Кожен член групи повинен чітко визначити свою згоду з пропозицією (наприклад, підняттям руки або кольорової картки) щоб уникнути ситуації, в якій мовчання або бездіяльність будуть розцінені як згоду.
- Дослідження відносин до пропозиції. Якщо консенсусу не досягнуто, кожний незгодний з висунутою пропозицією висловлює своє ставлення до цієї пропозиції, починаючи, таким чином, наступну частину обговорення, щоб передати свої сумніви іншим або розвіяти їх.
- Зміна пропозиції. Пропозиція коректується, перефразується або доповнюється, виходячи із ставлення до неї тих хто не приймають її. Далі група знову повертається до призову до консенсусу, і цикл повторюється — до тих пір, поки рішення що задовольняє всіх не буде знайдено.

## Розподіл функцій при ухваленні рішення консенсусом
Для підвищення ефективності процесу ухвалення рішення методом консенсусу, зручно ввести ряд ролей. І хоча ці ролі злегка розрізняються в різних групах, в основному це ролі ведучого, роль слідкування за часом, роль слідкування за атмосферою, та роль секретаря. Не у всіх групах залучена кожна з цих ролей, хоча ведучій є майже завжди. Деякі групи використовують додаткові ролі (наприклад, «адвоката диявола». В деяких групах ці ролі виконуються різними членами по черзі для того, щоб дати учасникам можливість придбати нові досвід і навички і запобігти централізації.

## Ролі учасників при ухваленні рішення консенсусом
- Ведучий. Роль ведучого полягає в тому, щоб полегшити процес ухвалення рішення консенсусом. Ведучий стежить за переходом від питання до питання порядку згідно з відведеним часом, за виконанням принципу спільного ухвалення рішень, а також, при необхідності, пропонує окремі чи додаткові дискусії або шляхи ухвалення рішень (по колу, по групах, зміна ролей). Деякі групи використовують двох ведучих. Таке спільне ведення часто вводиться для того, щоб уникнути централізації і створити систему, що дають ведучому можливість скласти свої функції у випадку, якщо він починає брати участь в обговоренні з особистих позицій.

- Завдання того хто стежить за часом зробити так, щоб збори не вибивався з графіка та обговорення питань порядку укладалася в певний час. Для цього використовують різні заходи: час від часу нагадує про час, нагадує про тимчасові обмеження, стежить, щоб окремі що говорять не віднімали надмірно багато часу.

- Завдання того хто стежить за атмосферою стежити за емоційнім кліматом зборів і за «мовою тіла» та іншими невербальними сигналами учасників. Він повинен запобігати можливі конфлікти, розряджати обстановку і підтримувати ненапружену атмосферу, а також перешкоджати таким деструктивним явищам, як групові настрої серед учасників за статтю, расою, національністю і релігією.

- Функція секретаря — фіксувати рішення, основні моменти дискусій. На відміну від інших способів ухвалення рішення, для досягнення консенсусу вкрай важливо відзначати несхожі думки.

## Якщо консенсус не одноголосний, хто повинен поступитися?
При здоровому процесі ухвалення рішення консенсусом зазвичай заохочуються різниця у поглядах, а розбіжності усуваються завчасно, що максимально збільшує можливість обліку думок кожного меншини. Наприклад, відомо, що у Ватикані існувала функція «утеплювача віри», або «адвоката диявола», яку окремим священиком, часто використовували при ухваленні рішення про канонізації.
Так як одноголосся може бути важко досягти, особливо у великих групах, або ж вона може бути результатом примусу, страху, тиску, нездатності врахувати альтернативні думки або ж просто нетерпіння до дебатів, групи, що ухвалюють рішення консенсусом, можуть використовувати альтернативні моделі консенсусу:
- Одноголосно мінус один — всі учасники крім одного підтримують рішення. Незгодний не може блокувати рішення, але він може затягувати дебати. Незгодний може бути постійним спостерігачем виконання рішення, і його думкою про наслідки рішення можна цікавитися в подальшому. Наприклад, такі «самотні незгодні», особливо важливі при укладанні пари. Як єдиний супротив більшості, вони сильно виграють, коли їхнє припущення збувається. Що, знову ж таки, служить уроком для більшості.

- Одноголосно мінус два не дозволяє двом індивідуумам блокувати рішення, але в такому випадку дозволити протиріччя вдається швидше. Незгодна пара може представити на розгляд свою альтернативну думку про те чим погане рішення. Парі дається можливість знайти загальний базис і схилити на свій бік третього учасника, щоб блокувати рішення. Якщо протягом встановленого часу третій до них не приєднується, їх аргументація розглядається як непереконлива.

- Одноголосно мінус три і подібні системи враховують здатність чотирьох і більше учасників активно блокувати рішення. Розглядаються також статистичні ступені згоди, такими як 80 %, дві третини або просто більшість. Ці ступені не є консенсусом.

- Приблизний консенсус. При приблизному консенсусі не визначається, «скільки буде достатньо». Швидше за все, питання консенсусу вирішується головою. У цьому випадку невеликій кількості незгодних складніше блокувати рішення, і значна відповідальність лягає на голову, що може призвести до розбіжностей щодо того, чи був цей «грубий» консенсус визначений вірно.

## Коли консенсус не може бути досягнутий
Попри те, що в ідеалі при ухваленні рішення консенсусом думки та зауваження повинні розпізнаватися і враховуватися як можна раніше, на практиці не завжди враховуються всі побажання. Коли заклик до консенсусу оголошено, у незгодного є три шляхи:
- Зауваження. Члени групи, які бажають, щоб пропозиція була прийнятна, але вважають за потрібне позначити своє ставлення для групи, можуть вибрати «зауваження». Якщо зауваження істотнє, то пропозиція може бути змінена.

- Утриматися. Утриматися може член групи, що має серйозні особисті претензії до пропозиції, але, тим не менш, бажає, щоб вона пройшла. Хоч ті що утримались і не перешкоджають прийняттю пропозиції, це часто розцінюється як голос «проти», і до такого учасника, як правило, звертаються з питанням про те, що можна було б змінити у запропонованому рішенні. Також утримуються учасники, які не здатні правильно зрозуміти суть пропозиції або взяти участь у ньому.

- Блокувати. Блокувати пропозицію може будь-який учасник. Як правило, для того, щоб повністю блокувати пропозицію, достатньо однієї людини (виняток див. у перед. Розділі «Якщо консенсус не одноголосний, хто повинен поступитися?»). «Блок» розглядається як міра для крайнього випадку, коли учасник вважає, що дане рішення ставить у небезпеку колектив або його членів, або йде у розріз з місією колективу. «Блок» — це принципова незгода. У певних моделях ухвалення рішення консенсусом учасник, що блокує пропозицію, зобов'язується розробити рішення, яке задовольнить усіх.

## Критика
Критика методу консенсусу відзначає, що він зручний для невеликих груп, учасники яких мають мотивацію, досвід ухвалення рішень консенсусом і досить близькі між собою, він має ряд недоліків, в тому числі:
- Збереження статус-кво. Здатність окремих осіб і меншин блокувати рішення створює зручні умови для всіх, хто не хоче змінювати наявне становище речей. Таким чином певна ситуація може зберігатися в групі дуже довго, навіть після того, як більшість вона вже не влаштовує.

- Вразливість до розбіжностей. Право блокувати рішення може зробити групу заручником впертої меншини або індивідуума. Більш того, протистояння такому обструкціонізму може бути витлумачено як нападки на свободу слова і може змусити окремого незгодного ще більш вперто відстоювати свою позицію. У результаті ухвалене консенсусом рішення буде задовольняти меншу частину групи і шкодити інтереси більшої її частини.

- Парадокс Абеліна. Метод консенсусу чутливий до всіх форм групового мислення, найдраматичніша з яких — парадокс Абеліна. Згідно з ним група може ухвалити рішення, якого не хоче ніхто з членів групи. З іншого боку, за умови, що учасники групи на справді бажають запитати і вислухати думки та зауваження один одного, можливість виникнення парадоксу Абеліна буде зведена до мінімуму.

- Часові витрати. Так як метод консенсусу вимагає дискусій і внеску кожного, процес може вимагати великих тимчасових витрат. Це буде значною перешкодою в ситуації, коли рішення повинно бути ухвалене швидко, бо обговорити думки всіх учасників групи за прийнятний період часу неможливо. До того ж, це може стати перешкодою для учасників, що не мають можливості або не бажають витрачати необхідне для ухвалення рішення консенсусом кількість часу.

## Історичні приклади ухвалення рішення консенсусом
Найстаріший приклад групи, яка ухвалює рішення консенсусом — плем'я ірокезів, для якого цей спосіб є традиційним. І хоча сучасна історія розглядає початок популяризації методу консенсусу з поширенням феміністських і антиядерних рухів 1970-х років, витоки методу консенсусу можна знайти набагато раніше.
Найпомітніший історичний приклад європейської спільноти, що практикує метод консенсусу — Релігійне Товариство Друзів, або квакери, що розпочали використовувати метод консенсусу ще в XVII ст. Також до методу консенсусу зверталися анабаптисти.

## Моделі ухвалення рішень методом консенсусу

### Модель квакерів
Модель, яка використовується квакерами, досить ефективна, проста і перевірена часом. Будучи загальновизнаною, вона надає кожному можливість висловитися і обмежує порушників (наприклад, тих, хто намагається говорити необмежений час).
Такі аспекти моделі квакерів можуть бути успішно застосовані при будь-якому ухваленні рішення консенсусом:
- Всі учасники групи діляться думками та інформацією до тих пір, поки не виникне одностайність.
- Під час дискусії учасники вислуховують один одного і діляться інформацією.
- Кількість разів, що кожен учасник може взяти слово, обмежена. Таким чином забезпечується можливість кожному бути почутим.
- Ідеї та рішення є ідеями та рішеннями групи, а не чиїми-то персональними.
- Розбіжність вирішуються в ході дискусій. Ведучий вказує на ті області, в яких всі згодні, і ті, в яких є розбіжності для продуктивності дискусії.
- Ведучий робить дискусію продуктивною, питаючи, чи є інші думки і пропонує «чернетку» рішення.
- Вся група відповідальна за рішення, і рішення належить всій групі.
- Ведучий прагне розпізнати наявність незгодного з рішенням, або байдужного чи чинного виходячи з власних інтересів.

Ключовим моментом квакерською моделі консенсусу є віра в людяність кожного і здатність ухвалювати спільні рішення. Те, що учасник не може говорити другий раз до тих пір, поки не висловилися всі інші. сприяє різноманітності ідей. Ведучий розглядається як людина, що обслуговує інтереси групи, а не як «головний». формулюючи пропозицію рішення, учасники можуть ще раз утвердитися у своєму ставленні до нього, та й скоріше підтримають це рішення, якщо їх думки в ньому враховані.

### Модель приблизного консенсусуIETF
IETF ухвалює рішення методом «приблизного консенсусу». IETF навмисно повинні утримуватися від визначення методу перевірки такого консенсусу, так як це може призвести до спроб «розіграти» систему. Замість цього робоча група прагне до створення «почуття єдиного колективу».
Більшість питань IETF вирішуються через інтернет-розсилки, де всі учасники мають постійну можливість ділитися своїми думками.

## Інструменти

### Кольорові картки
Деякі групи використовують систему кольорових карток, щоб прискорити і спростити процес ухвалення рішення консенсусом. Зазвичай кожному учаснику видається набір з трьох карток: червоного, жовтого та зеленого. Картки можна піднімати у процесі — як при веденні дискусії, так і під час призову до консенсусу для позначення своєї думки. Значення карток залежить від того, на якій стадії процесу вони використовуються.
- Червона. Під час дискусії червона картка використовується для зауваження з приводу самого процесу, вказівки на порушення правил процедури. Відхід від теми, що говорить вихід за рамки відведеного часу та інші порушення — привід для підняття червоної картки. Піднята під час призову до консенсусу, червона картка означає опозицію учасника щодо цієї пропозиції (зазвичай учасник або учасники, піднявши червону картку, автоматично зобов'язуються розробити рішення, яке задовольнить всіх, разом з іншими членами групи).

- Жовта. Під час дискусії підняття жовтої картки означає бажання учасника зробити доповнення або відповісти на задане запитання. Під час призову до консенсусу жовта картка показує, що учасник повинні утримуватися або у нього є зауваження.

- Зелена. Під час дискусії учасник може використовувати зелену картку для того, щоб бути до доданих до списку висловлюються. Під час призову до консенсусу зелена картка означає згоду. Деякі групи використовують іншу кольорову систему з додатковими кольорами, наприклад, помаранчевим для позначення неблокуючого наявності істотніших зауважень, які не дозволяють просто утриматися (підняти жовту картку).

### Ручні сигнали
Ручні сигнали використовується для позначення невербального думок учасників. У різних групах значення жестів можуть бути різними, але існує основний набір ручних сигналів, до складу якого входять: руху пальцями обох рук для позначення згоди; підняття кулака або схрещення обох рук з кулаками — блокування, принципову незгоду; «Т»-образно складені долоні — термінове зауваження, що стосується самої процедури або порядку.
Також поширений такий набір сигналів:
- Кулак — блокування,
- Один палець — пропозиція зміни,
- Два пальця — обговорення незначного питання,
- Три пальця — пропозиція пропустити питання без подальшого обговорення,
- Чотири пальця — схвалення ідеї рішення,
- П'ять пальців — бажання взяти на себе виконання рішень